# Castelvetro Piacentino
Castelvetro Piacentino é uma comuna italiana da região da Emília-Romanha, província de Piacenza, com cerca de 4.839 habitantes. Estende-se por uma área de 35 km², tendo uma densidade populacional de 138 hab/km². Faz fronteira com Cremona (CR), Gerre de' Caprioli (CR), Monticelli d'Ongina, Spinadesco (CR), Stagno Lombardo (CR), Villanova sull'Arda.

## Demografia
| Variação demográfica do município entre 1861 e 2011                               |
|                                                                                   |
| Fonte: Istituto Nazionale di Statistica (ISTAT) - Elaboração gráfica da Wikipedia |